# 2014年莫斯科地铁脱轨事故

(脱轨示意图)

2014年7月15日上午8：35（UTC+4），莫斯科地铁阿尔巴特－波克罗夫卡线胜利公园站和斯拉夫林荫路站间的一辆列车脱轨，造成23人死亡，160人受伤。早期调查报告指出电涌或恐怖袭击导致事故发生，但很快被驳回。由于媒体报道不明确，救援人员花费大量时间才抵达现场，人员伤亡比预期要多。本次事故是莫斯科地铁迄今为止最致命的事故，也是继1982年十月站自动扶梯事故后，第二次因技术故障引发的事故。

## 背景
莫斯科地铁是世界最繁忙的地铁系统之一，事发时日均客流量多达900万人，总里程达325.4km，共194站。尽管有着可靠的声誉，但系统近年来遭遇到经营不善、开支削减、养护欠佳和停电问题。
据多家媒体报道，事发两周前有Facebook网友向地铁系统高管递交正式请求，报称“铁轨出问题”。网友引述他收到的电邮回复：“铁轨保持技术标准和偏差的一致性，接合处机械开头没有检测到问题，缝隙大小符合技术规定。”

## 事故

### 过程
莫斯科时间08:35，在阿尔巴特－波克罗夫卡线胜利公园站和斯拉夫林荫路站之间的隧道内，通往莫斯科地铁松采沃线明斯克站方向的支线的在建道岔处，"Rusich "型电动列车（列车编组：0210-0766-0765-0764-0211，型号81-740. 4/741.4，制造于2010 年，配属伊兹迈洛沃车厂）在以 70 公里/小时的速度行驶时与隧道壁相撞并脱轨。
胜利公园站至青年站的区间被封锁起来，禁止通行，直到列车残骸被清除。乘客开始从胜利公园站于斯拉夫林荫路站撤离。为运送基辅站至青年站区间的乘客，共投入了 66 辆公共汽车。事故发生后，菲利线的列车运行也受到了情况限制，以确保从事故现场运走残骸的抢修列车的通行。当局同时还敦促使用莫斯科铁路局斯摩棱斯克方向的电动列车，以避免菲利线超负荷运行。没有关于关闭的胜利公园站附近的松采沃线列车运行终止的消息。
俄罗斯紧急情况部的工作人员和应急救援队的救援人员立即开始营救乘客。在疏散过程中发现，有一节车厢严重变形。一些受困乘客无法自行脱困，救援人员借助液压工具将其救出。救护车、消防车、救援人员和警察抵达斯拉夫林荫路站入口。
救援人员总共将 189 人从地下运到地面，变形的车厢被拆毁，让遇难者遗体离开车厢，他们开始被运出车厢并被抬到地面。10 时 20 分左右，一架医疗直升机飞往斯拉夫林荫路站站，不久后将两名伤员送走。
约 10:55 时，莫斯科市长谢尔盖·索比亚宁抵达事发现场，听取了行动部门关于行动进展情况的汇报。
紧急情况部负责人表示，此次事件不属于恐怖袭击。

### 受害者
24人在事故中遇难，大约118人送院治疗。约42人「傷勢严重」，另200人从地铁中疏散，伤者在站外接受救治。最初有报道称有20人乘客仍被困在地下的一辆列车中。幸存的29岁列车司机病情严重，不得不接受开颅手术。
| 国籍         | 人数 |
| ------------ | ---- |
| 俄罗斯       | 17   |
| 中国         | 2    |
| 吉尔吉斯斯坦 | 1    |
| 塔吉克斯坦   | 2    |
| 摩尔多瓦     | 1    |
| 乌克兰       | 1    |

事故目击者向新闻机构描述了事件经过：
列车就在我们的车厢前出轨。整个铁轨有零星火花，接着烟雾充满车厢。我们拿着灭火器扑火，然后破门进入。能够走的人走向下一个朝向地铁工人的车厢，工人们带领他们前往上行隧道。隧道里有个不大的电梯，我们先把伤者送上电梯。——幸存者安德鲁·泽宁
运输委员会发言人表示，截至中午，所有「受影响车站的乘客均被疏散」。有人怀疑是恐怖主义威胁，但很快被否决。7月17日凌晨，工作人员将碎片清理完毕后，作出另一份伤亡报告。从废墟中共挖出17具遗体，其他受害者死于抢救的24小时内。7月18日，隧道进行修复和夜间维护，上午6点恢复运营。

### 影响
事故造成的损失高达 3.3174 亿卢布

## 调查
7 月 15 日，俄罗斯联邦调查委员会根据《俄罗斯联邦刑法典》第 3 部分第 263.1 条（"未遵守确保交通基础设施和车辆运输安全的要求，因过失导致两人或两人以上死亡"），对事故进行刑事立案。调查人员检查了事故现场，询问了目击者、地铁和 Mosenergo 公司员工。调查由俄罗斯联邦调查委员会中央办公室进行。俄罗斯调查委员会官方发言人弗拉基米尔-马尔金（Vladimir Markin）说，调查正在考虑事故的几个原因：车辆故障、道岔故障和路基下陷。所有这些都是人为的，恐怖袭击已被排除在可能的原因之外。在事故发生后的最初几个小时，媒体援引紧急情况部的说法称，可能的原因可能是电涌导致列车急刹车，但调查人员发现这一假设并未得到证实。
7 月 16 日，两名参与铺设道岔工作的嫌疑人被拘留，他们是轨道检修部门的高级道工巴什卡托夫及其助手戈尔多夫。据调查人员称，道岔尖轨固定不当，导致了灾难的发生。地铁公司工会的一名代表同意这一说法。随后，Spetstekhrekonstruktsiya公司生产总监克鲁格洛夫和莫斯科地铁公司轨道检修部副部长特罗菲莫夫根据同一条款受到指控。
7月22日，莫斯科地鐵總監伊万·别谢金（Иван Беседин）被市長索比亞寧撤職，由前俄羅斯鐵路高速鐵路支部總監德米特里·佩果夫（Дмитрий Пегов）上任以求挽回莫斯科市民對地鐵的信心。

### 判罪
2015 年 7 月 8 日，莫斯科多罗戈米洛夫斯基区法院开始审理特罗菲莫夫、巴什卡托夫、戈尔多夫和克鲁格洛夫与事故有关的指控。2015 年 11 月 8 日，法院做出判决，认定所有人有罪，判处戈尔多夫 6 年监禁，判处巴什卡托夫、特罗菲莫夫和克鲁格洛夫 5.5 年监禁，并向被告追偿受害者共计 1500 万卢布。
2017 年，莫斯科地铁公司向莫斯科仲裁法院提起诉讼，要求在阿尔巴特-波克罗夫卡线施工的 Spetstekhrekonstruktsiya公司和总承包商Mosinzhproekt 公司赔偿其财产损失共计 3.317 亿卢布。2018 年 2 月，莫斯科仲裁法院决定驳回索赔。

## 其他说法
许多专家认为，悲剧原因之一是机车车辆技术故障。在通过通往当时正在建设中的松采沃线连接支线的道岔时，齿轮箱脱落。在胜利公园站至斯拉夫林荫路站之间的线路上以约 70-80 公里/小时的速度行驶时，在距离道岔约 100 米处，第一节车厢底部的一个部件脱落（就在第一个轮组之后），并且、 由于只有一端与底部相连，它开始在轨道上拖动，导致铁轨的金属表面断裂，从而使开关改变了位置。支持这一说法的是在混凝土和卸扣上发现的碎片以及枕木的损坏。莫斯科地铁工会副主席、司机Valery Sobachkin对此表示反对。
- 列车底部有很多部件，包括连杆、'耳环'（变速箱吊架）等，但它们的体积都相当可观。如果其中一个部件在车头底部脱落，司机肯定会感觉到，并立即采取紧急制动。之后，他还得出去检查列车，向调度员报告事故等等。根据新的版本，一些专家推测该部件是在发生脱轨的道岔前约 100 米处断裂的。在时速 60 公里的情况下，列车的制动距离约为 110 米，简单地说，列车在道岔出现之前本有时间制动。因此，在我看来，该原因发生的可能性极小。——Valery Sobachkin